# Сётэнро Тайси
Сётэнро Тайси (яп. 翔天狼大士; монг. Дагдандоржийн Нямсүрэн; род. 31 января 1982 года) — бывший профессиональный борец сумо родом из аймака Ховд, МНР. Он стал профессиональным борцом сумо в 2001 году и до 2007 года имел псевдоним Мусасирю Тайси. В 2009 году прошёл в высшую лигу макуути. Высочайший ранг которого он достиг 2-й маэгасира. Выступал за хэю Фудзисима (бывшая хэя Мисасигава).

## Биография
Детство провёл в Улан-Баторе. По некоторым сведениям, Дагдандорж проживал в том же многоквартирном доме, что и его будущий современник, а ныне борец сумо в отставке Мёконами (хотя они никогда не встречались лично). Выступая в качестве любителя, Дагдандорж занял третье место в юношеском чемпионате по сумо 2000 года, выступая в открытом весовом дивизионе. Свою профессиональную карьеру он начал в марте 2001, в то же время что и ёкодзуна Хакухо Сё. Он получил сикону Мисасирю (приставка общая для хэи Мисасигава).
Его подъём был относительно гладким пока в январе 2003 года он не достиг лиги макуусита. Получив тяжёлую травму он отстранился от выступлений и скатился обратно в лигу сандаммэ. Несмотря на травмы он в течение пяти лет продолжал выступать в этих двух лигах. В 2007 году он сменил сикону на Сётэнро чтобы ему сопутствовала удача. Его дальнейший подъём в высшую лигу стал ошеломляющим по сравнению с предыдущей карьерой, он победил в двух последовательных чемпионатах лиги дзюрё и выбился в высшую лигу макуути, только два борца послевоенного времени (Кусимаюми и Миябияма) показали такой же подвиг.
Сётэнро провёл 48 турниров за свою профессиональную карьеру, перед тем как попасть в высшую лигу макуути. Это третье из наиболее длинных продвижений среди борцов иностранного происхождения. В 2009 он удостоился приза за боевой дух достигнув результата в 11 выигрышей и 4 поражения. В сентябрьском турнире он получил свой первый кинбоси став первым маэгасирой в этом году одолевшим Хакухо, но во всём турнире одержал только две победы. В ноябрьском турнире он добился показателя 9-6, его положение казалось устойчивым но в январском турнире 2010 года у него произошёл неожиданный спад, он показал слабый результат в 3-12 и скатился в лигу дзюрё. На июльском турнире 2010 года он снова выступал в лиге макуути, в сентябрьском скатился обратно в лигу дзюрё, но на ноябрьском турнире 2010 года снова добился продвижения.
В 2011 году он попал в число борцов в отношении которых было начато расследование Ассоциацией сумо. Его имя было упомянуто в текстовом сообщении о договорных матчах. Текст датированный маем 2010 года был отправлен борцом низкого ранга Енатсукаса (предполагаемого посредника) борцу лиги дзюрё Чиухакухо и гласил «Матч с Сётэнро будет настоящим», подразумевая что результаты схваток с другими борцами уже были определены. Сётэнро яростно отрицал какое бы то ни было участие в подобных переговорах. В апреле комитет по расследованию счёл его невиновным.
Он пропустил турнир в ноябре 2011 года ввиду хирургического вмешательства по причине аппендицита и в январе скатился в дивизион дзюрё. Находясь в ранге дзюрё № 5 он добился восьми побед (считается небольшим большинством побед) и вернулся в лигу макуути. Ему удался бурный старт на мартовском турнире - выиграл девять из первых десяти встреч, но проиграл следующие пять, поскольку встретился с более высокими по рангу оппонентами. Несколько турниров он оставался в середине ранга маэгасира и в итоге скатился в дзюрё после мартовского турнира 2014 года. Ему так и не удалось вернуться обратно в высший дивизион макуути, в сентябре 2015 он потерял статус сэкитори и перешёл в дивизион макусита. В январе 2016 ему удалось добиться результата 4-3, стать макуситой  №1 и перед мартовским турниром в Осаке перейти в дивизион дзюрё.

## Отставка
Сётэнро получил японское гражданство 18 августа 2017 года и принял японское имя Мацудаира Сё. Японское гражданство требуется для нахождении в Ассоциации сумо в ранге старейшины. После 25 турниров, проведённых в высшей лиге он получил право работать тренером после отставки после активного участия в соревнованиях.
После июльского турнира 2017 года Сётэнро скатился в лигу сандаммэ. 31 октября было объявлено, что у него на предтурнирном медосмотре был обнаружен рак. В тот же день 70 сэкитори на совещании единогласно решили оказать Сётэнро денежную помощь. 28 декабря 2017 года Сётэнро объявил о своей отставке. Всего он провёл сотню турниров с результатом 494 побед против 484 поражений, результат в высшей лиге 164–196. Он остался в сумо в роли тренера под руководством старейшины Кацуямы Оякаты. В июле 2019 года он принял старшее имя Китаджин, до этого принадлежавшее Эндо.

## Стиль борьбы
Сётэнро — специалист по стилю оси-сумо, предпочитает использовать технику толчков и ударов. Он также борется в захвате за пояс предпочитая захват миги-ёцу (левая рука захватывает с внешней стороны а правая между руками противника). Наиболее часто он побеждал используя приёмы ёрикири (вытеснение) и осидаси (выталкивание).

## Личная жизнь
В 2011 году Сётэнро женился на сестре своего соплеменника борца сумо монгольского происхождения Кёкутэнхо. Став родственниками два борца более не могли встречаться в схватках на соревнованиях.

## Результаты с дебюта в макуути
| Год в сумо | Январь Хацу басё, Токио            | Март Хару басё, Осака     | Май Нацу басё, Токио       | Июль Нагоя басё, Нагоя       | Сентябрь Аки басё, Токио      | Ноябрь Кюсю басё, Фукуока     |
| --- | ---------------------------------- | ------------------------- | -------------------------- | ---------------------------- | ----------------------------- | ----------------------------- |
| 2009 | Дзюрё #1 востока 11–4–P            | Маэгасира #12 запада 7–8  | Маэгасира #15 востока 8–7  | Маэгасира #10 востока 11–4 Д | Маэгасира #2 востока 2–13 ★   | Маэгасира #12 востока 9–6     |
| 2010 | Маэгасира #9 запада 3–12           | Дзюрё #1 востока 7–8      | Дзюрё #2 востока 8–7       | Маэгасира #16 запада 5–10    | Дзюрё #5 востока 9–6          | Маэгасира #16 востока 9–6     |
| 2011 | Маэгасира #11 востока 8–7          | Отмена басё 0–0–15        | Маэгасира #8 запада 4–11   | Маэгасира #13 запада 7–8     | Маэгасира #14 запада 9–6      | Пропустил из-за травмы 0–0–15 |
| 2012 | Дзюрё #5 востока 8–7               | Маэгасира #16 востока 9–6 | Маэгасира #11 востока 9–6  | Маэгасира #6 запада 7–8      | Маэгасира #7 запада 6–9       | Маэгасира #9 востока 5–10     |
| 2013 | Маэгасира #14 востока 8–7          | Маэгасира #12 востока 8–7 | Маэгасира #11 востока 5–10 | Маэгасира #16 запада 9–6     | Маэгасира #10 запада 5–10     | Маэгасира #15 востока 9–6     |
| 2014 | Маэгасира #11 запада 2–13          | Дзюрё #4 востока 4–9–2    | Дзюрё #8 запада 9–6        | Дзюрё #4 востока 8–7         | Дзюрё #3 востока 6–9          | Дзюрё #3 запада 7–8           |
| 2015 | Дзюрё #5 востока 5–10              | Дзюрё #9 запада 8–7       | Дзюрё #6 запада 4–11       | Дзюрё #13 востока 7–8        | Дзюрё #13 запада 3–12         | Макусита #6 запада 6–1        |
| 2016 | Макусита #1 востока 4–3            | Дзюрё #14 востока 3–9–3   | Макусита #7 востока 2–5    | Макусита #22 востока 5–2     | Макусита #12 запада 3–4       | Макусита #19 востока 6–1      |
| 2017 | Макусита #7 востока 1–6            | Макусита #24 востока 1–6  | Макусита #49 востока 3–4   | Макусита #59 запада 5–2      | Пропустил из-за травмы 0–0–15 | Пропустил из-за травмы 0–0–15 |
| 2018 | Сандаммэ #81 запада Отставка 0–0–0 |                           |                            |                              |                               |                               |
| Результат приведен как победил-проиграл-снялся Победа Малый кубок Отставка Не выступал в макуути Специальные призы: Д=За боевой дух (Канто-сё); В=За выдающееся выступление (Сюкун-сё); Т=За техническое совершество (Гино-сё) Ещё показаны: ★=Кимбоси; P=Участие в дополнительном финале Лиги: Макуути — Дзюрё — Макусита — Сандаммэ — Дзёнидан — Дзёнокути Ранги макуути: Ёкодзуна — Одзэки — Сэкивакэ — Комусуби — Маэгасира |                                    |                           |                            |                              |                               |                               |